# Marinette, Wisconsin
Marinette là một thành phố thuộc quận Marinette, tiểu bang Wisconsin, Hoa Kỳ. Năm 2000, dân số của thành phố này là 11749 người.